# Mataperros (película)
Mataperros es una película de Argentina filmada en colores dirigida por Gabriel Arregui sobre su propio guion escrito en colaboración con Sebastián Díaz que se estrenó el 6 de junio de 2002.

## Sinopsis
Teresa es aficionada a las telenovelas que ve en el instituto de menores y cuando huye de ahí para vivir una historia de amor encontrará una realidad diferente.

## Reparto
Participaron del filme los siguientes intérpretes:
- Paola Matienzo…Teresa Blanco
- Ernesto Javier Mussano... Damián Bresso
- Erica Spósito...Luciana Méndez
- Diego Capusotto ...Jorobado de Notre Dame
- Alejandro Fega...Alfredo Garrison
- Graciela Privitella...Berta Legrand
- Martín Policastro...Andrajoso / Pelado
- Omar Gatti...Pulpa Chamendi / Adolfino Méndez
- Ana María Sobral... Celadora del orfanato
- Luis Domínguez...Loco Popoleguía
- Ernesto Ardito...Tweety
- Julio Altuna...Gomero barbudo
- Sebastián Díaz...Empleado minimercado
- Edgar Fernández...Murciélago
- Walter Montoya..Sacerdote
- Omar Cabrera...Héctor Salvador
- Hernán Semczyczym...Fisu
- Arnaldo Arregui...Molfesa
- Carlos Lumbrera...Cura (en telenovela)
- Orlando Amato... Silvestre
- Walter Amato...Walter
- Aníbal Arias...Dr. Aníbal
- César Casalone...Mecánico

## Comentarios
La nota firmada por DT en El Amante del Cine dijo:

”…el resultado es bastante desastroso, principalmente por culpa de las trilladas escenas de rebeldía que incluyen robo a negocios…y violencia nocturna en una disco…El director…viene del videoclip, pero con esta película no sabemos adónde va.

Manrupe y Portela opinaron:

”Con demasiada influencia del programa televisivo Todo por 2 pesos y una gráfica que quiere remedar a la mexicana Amores perros, fatiga la suma de chistes y alusiones que debieron quedar en algún corto y no en este largo.

Diego Papic en cinenacional.com escribió sobre el filme:

”…alternaron (los guionistas) escenas bizarras con escenas clásicas. Poco divertidas las primeras, poco interesantes las segundas.